# Concurso oposición (historieta)
Concurso oposición es una historieta de 1975 del dibujante de cómics español Francisco Ibáñez protagonizada por Mortadelo y Filemón. 

## Sinopsis
Los agentes de la T.I.A. son todos muy viejos. La T.I.A. va a incrementar su plantilla de agentes mediante un Concurso oposición. Mortadelo y Filemón se encargarán de organizar el concurso y de poner a prueba a los aspirantes. Por supuesto los candidatos serán un tanto peculiares: 
- Un labriego,
- Un capitalista (que en realidad venía por otro anuncio que puso el Súper buscando inversores para un negocio, pero lo confunden con un aspirante a agente secreto),
- El hijo del Súper,
- Un orangután disfrazado de persona,
- Una octogenaria con recursos,
- Un miope perdido,
- Hediondo Gafe Cenícez (un cenizo),
- El mago Chistera,
- Un marciano (que en realidad venía a conquistar la Tierra) y
- Un señor con bigote y muy preparado.

## Comentarios
Es la primera historieta que comienza con una introducción pseudohistórica del tema a tratar; este recurso aparecerá repetidas veces en obras posteriores. También es esta la primera vez que Mortadelo tiene un duelo de disfraces con alguien.
El aspirante con problemas de vista se mete con el coche, en el cual van Mortadelo y Filemón como pasajeros, en el Metro. Concretamente, entran en la Estación de Lesseps y salen por la de Liceo. Por tanto, recorren en coche nada menos que cinco estaciones de la línea 3, para pavor de los dos agentes.